# Wilkasy (powiat giżycki)
Wilkasy (niem. Willkassen, 1938–1945 Wolfsee) – wieś w Polsce położona na Mazurach, w województwie warmińsko-mazurskim, w powiecie giżyckim, w gminie Giżycko przy drodze krajowej nr 59, stanowiąc południowe przedmieście stolicy powiatu. W latach 1975–1998 miejscowość należała administracyjnie do województwa suwalskiego.
Wieś leży na północno-zachodnim brzegu jeziora Niegocin. Wieś tę otaczają jeziora Niegocin, Tajty, Wilkasy Małe, Wilkasy Duże. Jest ośrodkiem sportów wodnych. Miejscowość położona jest przy linii kolejowej nr 38 Białystok - Głomno. Znajduje się w niej przystanek kolejowy Wilkasy Niegocin (do grudnia 2023 Niegocin).
W Wilkasach mieszczą się:
- Ośrodek Sportowo-Turystyczny AZS Wilkasy
- Port PTTK Wilkasy
- Ośrodek Wioska Turystyczna Wilkasy
- Szkoła Podstawowa
- parafia św. Rafała Kalinowskiego

Duża liczba turystów przybywających na imprezy na jeziorze Niegocin, przyczyniła się do powstania kolejnych miejsc noclegowych oraz wypożyczalni sprzętu wodnego, kajaków, czarteru jachtów, a turystyka stała się jednym z ważnych źródeł dochodów miejscowej ludności.
Do Wilkas należy również osiedle Zalesie.

## Części wsi
| SIMC    | Nazwa    | Rodzaj     |
| ------- | -------- | ---------- |
| 0758257 | Niegocin | część wsi  |
| 0758263 | Strzelce | przysiółek |

## Historia
Wieś założono przed 1493, w tym bowiem roku komtur z Pokarmina Melchior Köchler von Schwansdorf odnowił dawny przywilej dla mieszkańców Wilkas. W 1625 mieszkała tu wyłącznie ludność polska, a w późniejszym czasie mieli tu majątek ziemski wywodzący się z polskiej szlachty Wierzbiccy. Założyciele wsi nie są znani, lecz pierwszym znanym sołtysem Wilkas jest Jan Górski.